# David Bushnell

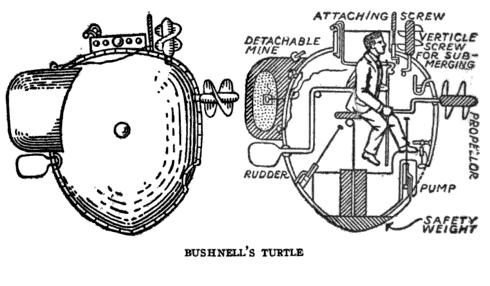
Diagrama idealitzat del submarí de Bushnell, el Turtle

David Bushnell (Saybrook, Connecticut, 1742 – 1824) va ser un inventor estatunidenc durant l'època de la Guerra d'Independència dels Estats Units. Va inventar un dels primers submarins i, de fet, se'l considera el primer a crear-ne un de combat. El va dissenyar el 1775 mentre estudiava a la Universitat Yale i el va anomenar el Turtle ('Tortuga marina') perquè semblava dues closques d'aquest animal ajuntades per la base. Un dels seus principals avenços en la navegació submarina va ser la idea d'utilitzar com a llast l'aigua en què navegava; aquesta tècnica encara s'aplica en els submarins actuals. Un altre gran avenç va ser l'aplicació de l'hèlix com a element propulsor.

## El primer atac submarí de la història
Bushnell va demostrar, durant la seva estada a Yale, que la pólvora també explotava sota l'aigua. Les seves investigacions amb explosius el van portar a inventar la primera bomba de rellotgeria i el 1777 se li va acudir el concepte de "barrera de mines". Aquestes idees estaven pensades amb un fi, donar suport al bàndol independentista durant la Guerra d'Independència dels Estats Units. Un dels seus principals objectius era atacar els vaixell britànics que bloquejaven el port de Nova York durant la campanya de Nova York i Nova Jersey, cosa que va intentar l'estiu de 1776 mitjançat el seu submarí. Tenia pensat enviar el Turtle submergit per sota dels bucs dels vaixells britànics i instal·lar una bomba de rellotgeria que deixaria fixada cargolant-la a l'obra viva d'un vaixell enemic, considerat el primer atac d'un submarí contra un vaixell.
El sergent Lee va ser l'encarregat de duu a terme la missió. L'intent, però, va fracassar perquè, malgrat que va arribar amb èxit al seu objectiu, no va poder fixar la bomba, ja que els bucs d'alguns vaixells britànics, en concret l'objectiu triat, l'HMS Eagle, tenien una cobertura de coure per protegir-se dels paràsits marins que els degraden, això va evitar que es pogués fixar la bomba. Malgrat tot, la bomba va ser abandonada prop de la flota britànica i el mecanisme de rellotgeria la va activar provocant gran rebombori entre la tripulació enemiga, la qual cosa va fer trencar el bloqueig.

## La postguerra
El 8 de juny 1781, Bushnell va ser ascendit a capità de sapadors i miners. Acabada ja la guerra, viatjà a França i Anglaterra, on va presentar el disseny del seu submarí pensant que potser alguna de les seves marines de guerra s'animaria a comprar seu projecte, però va fracassar. Va tornar als Estats Units i s'establí a Warrenton (Georgia), on va donar classes a l'acadèmia de la Marina alhora que desenvolupava les mines submarines (aleshores, s'anomenaven torpedes i aquest nom en un significat tan diferent al concepte actual de torpede va aguantar més de cent anys).
Bushnell també era metge i, durant aquella època, de manera paral·lela a la feina en l'armada, també va practicar la medicina.

### Trobada de dos grans inventors
Durant l'estada en què va ser a Anglaterra, es va trobar amb un altre famós inventor nord-americà, Robert Fulton. És molt probable que Fulton s'influenciés amb les idees de Bushnell. Cal recordar que Fulton també va construir un submarí, el Nautilus.